# Aeroportul Vitebsk Vostochny
Aeroportul Vitebsk Vostochny (IATA: VTB, ICAO: UMII) este un aeroport din Belarus ce deservește zona Vitebsk. A fost deschis în 1968 și numit după zona deservită.
Situat la o altitudine de 208 m, aeroportul dispune de 1 pistă.

## Infrastructură

### Piste
Aeroportul dispune de o singură pistă. Pista are orientarea 06/24. 